# 清版射击游戏

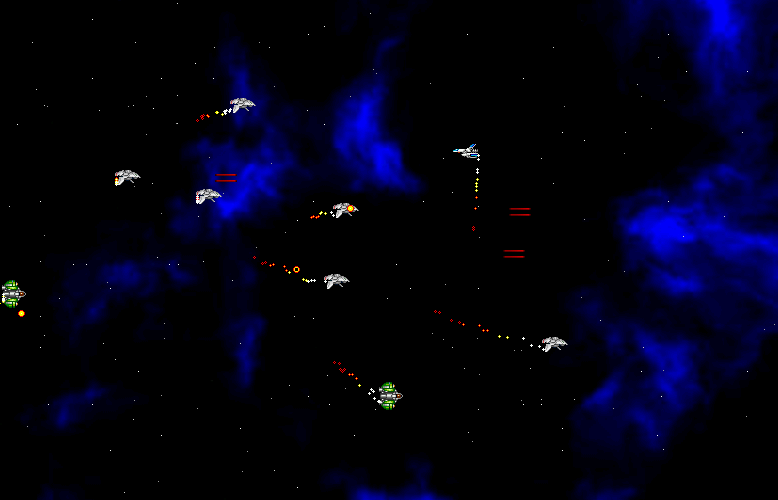
卷轴飞行射击游戏《Project Starfighter》的截图

飞行射击游戏（英語：Shoot 'em up，缩写STG）是射击类电子游戏的子类型。在飞行射击游戏中，玩家角色——多驾驶飞船或飞艇——只身突击，在躲避敌方攻击的同时射杀大量敌人。飞行射击的设计元素组成没有一致观点。狭义的飞行射击要采用航天器或特定类型的角色移动；广义则允许角色步行及多种视角。飞行射击游戏考验玩家的反应，并需要玩家记忆关卡和敌人攻击方式。弹幕射击游戏则采用密度很高的炮弹。
此类游戏起源可追溯到最早的电脑游戏之一的《Spacewar!》，这款游戏于1961年开发，最终1970年代在电子游乐场发行。但一般观点是将《太空侵略者》创造者西角友宏视为类型发明人。《太空侵略者》1978年首次在日本街机推出。飞行射击在1980年代和1990年代早期流行。飞行射击在1990年代中期成为小众类型，游戏遵照1980年代确立的惯例设计，且越来越迎合专门狂热者，尤其是在日本。

## 类型
飞行射击按照设计元素分类，特别是视角和运动：
- 固定射击
- 轨道射击
- 管道射击
- 卷轴射击
- 多方向射击
- 彈幕射擊
- 跑动射击